# St. Vitus (Heeslingen)

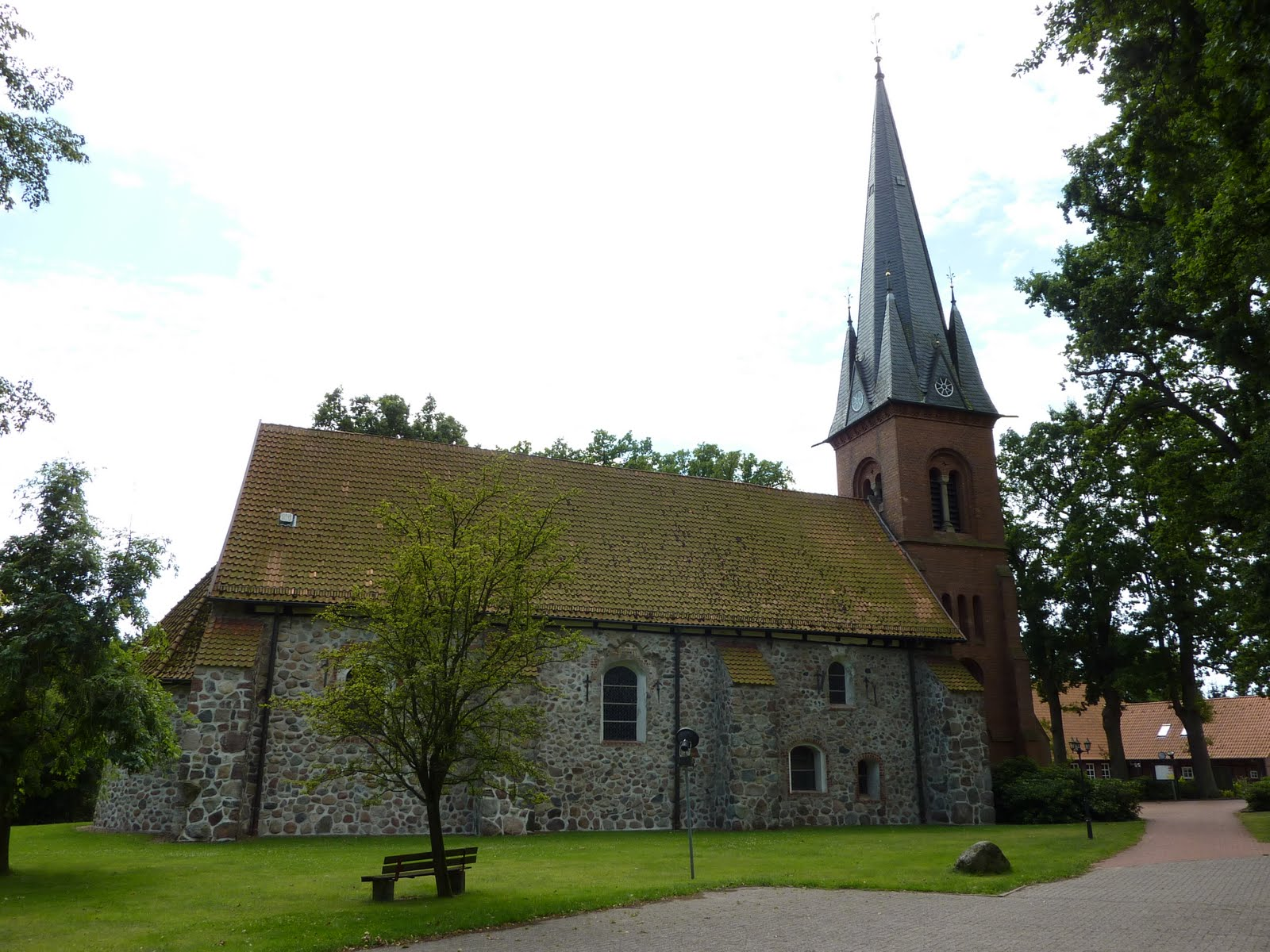
St.-Vitus-Kirche heute

Die St.-Viti-Kirche ist das Kirchengebäude der evangelisch-lutherischen Kirchengemeinde Heeslingen (Kirchenkreis Bremervörde-Zeven, Sprengel Stade). Die Kirche ist dem heiligen Vitus geweiht. Sie ist wohl der älteste Kirchenbau dieser Art im Elbe-Weser-Dreieck.

## Geschichte

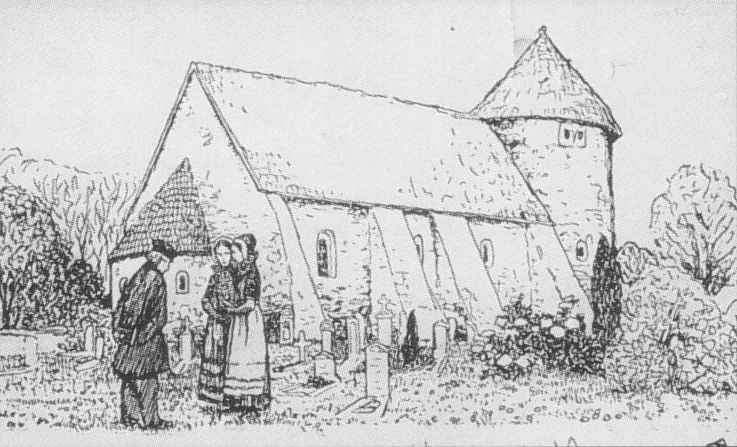
Heinrich Vogeler: Heeslinger Kirche (um 1900)

Um 961 wurde das Kloster Heeslingen als Damenstift gegründet. In dieser Zeit wurde auch die Kirche, ein Feldsteinbau im Stil der Romanik, gebaut. Als die adlige Stiftsdame Rikquur, vermutlich eine Angehörige der mächtigen Billunger, ein uneheliches Kind bekam, löste dies einen jahrzehntelangen Rechtsstreit mit dem Erzbistum Bremen aus. Nach einer Theorie soll dieses Kind Heinrich, Graf von Hamburg (* 1035) gewesen sein. 1141 wurde das Kloster nach Zeven verlegt (Kloster Zeven).
Im 12. Jahrhundert hatte die Kirche wahrscheinlich noch eine Holzdecke, die aber durch ein Kreuzgewölbe ersetzt wurde. Einem Brand 1620 fielen unter anderem das Dach, die Turmspitze und das Gestühl zum Opfer. Ursprünglich hatte die Kirche einen runden Turm; der heutige viereckige Turm aus Backstein wurde 1897 im Stil der Neugotik gebaut.
Der spätgotische Flügelaltar stammt aus dem 14. Jahrhundert. Die Kanzel mit Baldachin wurde 1593 geschaffen. Der achteckige barocke Taufständer ist 1644 gefertigt worden.
Die beiden Glocken stammen aus dem Jahre 1820 (kleine) und 1952 (große).

## Orgel
Die Orgel wurde von Johann Hinrich Röver im Jahr 1895 gebaut.

## Pastoren
- 1707–1727: Jacob Christian Biedenweg
- 1727–1737: Hinrich Johann Drave
- 1816–1865: Johann Jacob Meier
- 1866–1878: Gustav Krome
- 1878–1891: Georg Heinrich Schröder
- 1891–1919: Otto Vogelsang
- 1919–1950: Johannes Lüdemann
- 1950–1962: Werner Christoph
- 1964–1979: Manfred Birck
- 1981–2009: Klaus-Peter Vieweger
- Mai 2012 bis April 2019[1]: Holger Hiepler
- September 2020[2] bis Juni 2024[3]: Stefan Schneider
- seit 2009: Volker Michaelsen
- seit Februar 2025: Simon Laufer[4]

## Gemeinde
Zur Kirchengemeinde gehören die Orte:
- Boitzen mit Boitzenbostel und Osterboitzen
- Brauel
- Heeslingen
- Meinstedt
- Offensen
- Osterheeslingen
- Steddorf mit Brake, Sellhorn und Flachsberg
- Sassenholz
- Weertzen mit Hanrade
- Wense mit Bohnste, Sellhoop, Stuhenfieren und Viehbrock
- Wiersdorf mit Adiek und Ahof

Benachbarte Kirchspiele sind die Kirchengemeinden Ahlerstedt, Sittensen, Elsdorf, Zeven und Selsingen.

## Sonstiges
Am 2. März 1901 heirateten der Künstler Heinrich Vogeler und Martha Vogeler in der St.-Viti-Kirche in Heeslingen.